# تور دوچرخه‌سواری بینک‌بانک

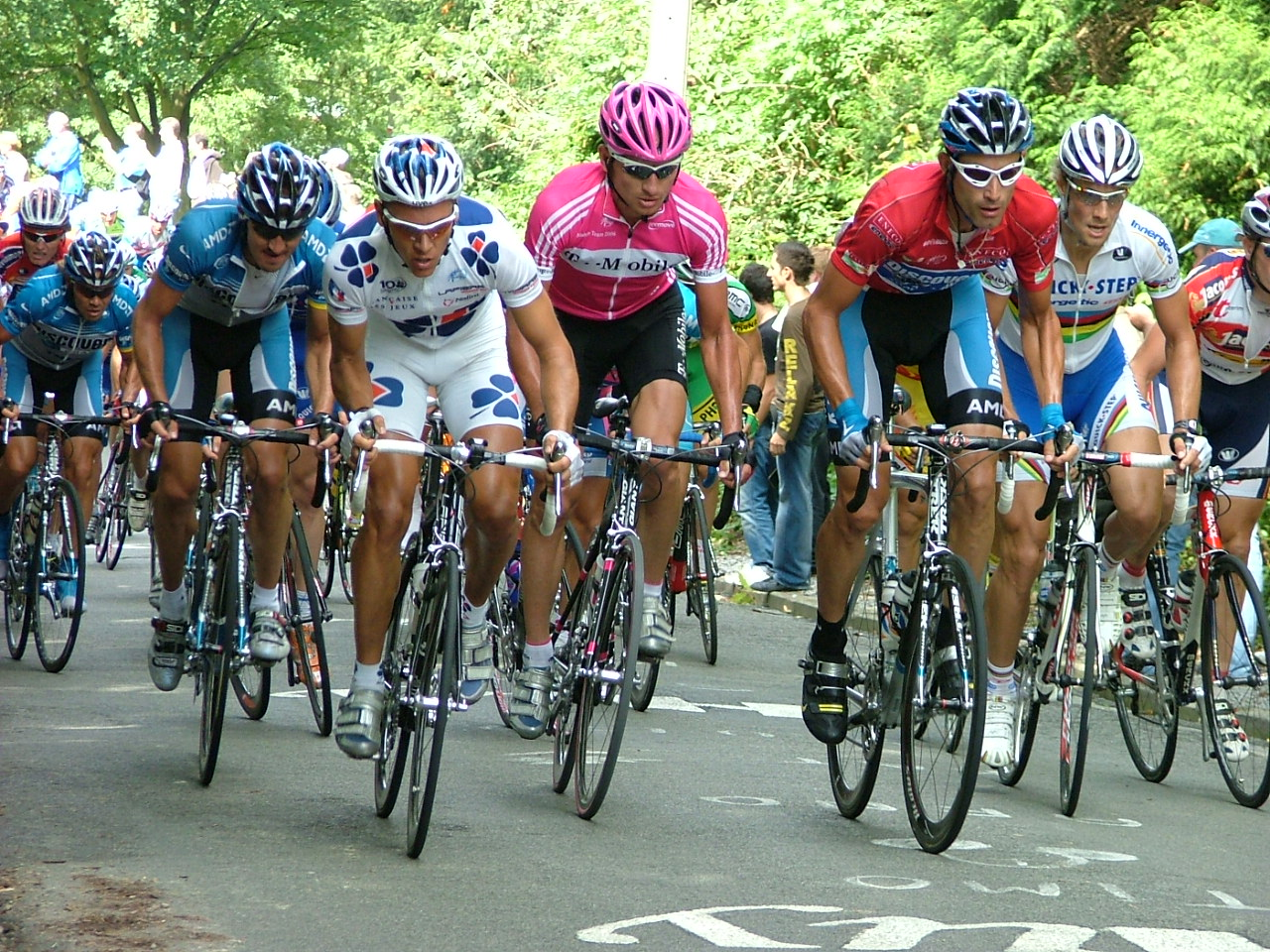
هینکاپی بونن و گیلبرت ویسمن

تور دوچرخه‌سواری بینک‌بانک (که نام آن تا سال ۲۰۱۶ تور دوچرخه‌سواری انکو بود) یک تور دوچرخه‌سواری در هلند و بلژیک است. نام این تور از حامی مالی آن، شرکت هلندی بینک‌بانک که دلال برخط است، گرفته شده‌است.
این تور که در منطقه بنلوکس برگزار می‌شود از سال ۲۰۰۵ تاکنون سالانه در شش روز انجام می‌شود.